# Hugo Wallin
Johan Hugo Wallin, född 12 maj 1876 i Rö församling, Stockholms län, död 27 oktober 1956 i Karlstad, var en svensk ingenjör och industriman.  Han var bror till Gustaf Wallin.
Wallin, som var son till kyrkoherde Axel Wallin och Sofi Eklund, var efter avgångsexamen från Kungliga Tekniska högskolan 1896 ingenjör vid Forshaga sulfitfabrik 1897–1898, Stömne sulfitfabrik 1898–1900, Böksholms sulfitfabrik 1901–1906, Köpmanholmens sulfitfabrik 1906–1913, Svartviks sulfitfabrik 1913–1918, verkställande direktör i Pappersmassekontoret 1918–1922, bedrev forsknings- och affärsverksamhet 1922–1926 samt var disponent och verkställande direktör i Bengtsfors Sulfit AB från 1926. Han bedrev även uppfinnarverksamhet inom cellulosa- och sulfitspritområdet. Han var ledamot av Kungliga Ingenjörsvetenskapsakademien från dess stiftande 1919. Wallin är gravsatt på Östra begravningsplatsen i Kristianstad.